# Panoší Újezd
Panoší Újezd (německy Panasch-Aujest) je obec v okrese Rakovník ve Středočeském kraji. Leží zhruba osm kilometrů jihojihozápadně od Rakovníka. Žije zde 284 obyvatel.

## Historie
První písemná zmínka o obci pochází z roku 1352, podle názvu obce se však dá předpokládat, že je ještě mnohem starší. Přívlastek Panoší získala obec podle manů, kteří zde dostávali půdu – újezdy, tj. území, které se dá za určitou dobu objet koňmo, za to byli povinni vykonávat zbrojnošskou službu na nedalekém hradě Krakovci. Později jejich povinnosti převzal hrad Křivoklát. Panoší Újezd vzkvétal zejména za vlády Lucemburků. Místní kostel Nanebevzetí Panny Marie je již od 14. století kostelem farním. V roce 1718 byl přestavěn v barokním stylu.
Po husitských válkách obec téměř zanikla, ale další rozkvět obce přišel za vlády Jiřího z Poděbrad, což vedlo k růstu obyvatel. To byl také důvod, proč na přelomu 15. a 16. vznikla  nová vesnice – Nový Újezd (ležel v místě současné vsi), který později dostal přívlastek Velký, neboť rozlohou brzy překonal starší obec. V roce 1937 došlo ke sloučení obou obcí, které se spojily pod názvem starší obce.
Obcí procházela i důležitá stezka z Plzeňska do Prahy, která se zde křížila s Lounskou kupeckou stezkou. Podél ní vznikla řada barokních kapliček, jedna se v polích u obce dochovala až do sedmdesátých let 20. století, kdy byla zbořena. V roce 1792 vznikla obecní kovárna, o dvanáct let později obecní pastouška. V Panoším Újezdě byla i cihelna, neboť zdejší červenice a hlinky jsou pro pálení cihel vhodné, do dnešního dne se však nezachovala.
Za První republiky vznikla v obci sokolovna s kinosálem. V roce 1931 byla obec elektrifikována. Z prvorepublikové výstavby je významná vila Jindra, vystavěná nad někdejším Rybníčkem (zrušen při výstavbě fotbalového hřiště), která je dobrým příkladem pronikání architektonických trendů dvacátých let i do venkovské zástavby. Novodobá obecní kronika je vedena od roku 1923.

## Obyvatelstvo
| Rok            | 1869 | 1880 | 1890 | 1900 | 1910 | 1921 | 1930 | 1950 | 1961 | 1970 | 1980 | 1991 | 2001 | 2011 | 2021 |
| -------------- | ---- | ---- | ---- | ---- | ---- | ---- | ---- | ---- | ---- | ---- | ---- | ---- | ---- | ---- | ---- |
| Počet obyvatel | 540  | 551  | 505  | 513  | 525  | 514  | 469  | 336  | 344  | 289  | 288  | 249  | 261  | 293  | 273  |
| Počet domů     | 71   | 74   | 83   | 83   | 86   | 90   | 98   | 105  | 99   | 98   | 85   | 91   | 98   | 100  | 101  |

## Obecní správa
Od 1. ledna 1980 do 23. listopadu 1990 k obci patřily Krakov, Zhoř a Žďáry.

### Územněsprávní začlenění
Dějiny územněsprávního začleňování zahrnují období od roku 1850 do současnosti. V chronologickém přehledu je uvedena územně administrativní příslušnost obce v roce, kdy ke změně došlo:
- 1850 země česká, kraj Praha, politický i soudní okres Rakovník[7]
- 1855 země česká, kraj Praha, soudní okres Rakovník
- 1868 země česká, politický i soudní okres Rakovník
- 1869 země česká, politický i soudní okres Rakovník, obec Velký Újezd[6]
- 1939 země česká, Oberlandrat Kladno, politický i soudní okres Rakovník, obec Velký Újezd[8]
- 1942 země česká, Oberlandrat Praha, politický i soudní okres Rakovník, obec Velký Újezd[9]
- 1945 země česká, správní i soudní okres Rakovník, obec Velký Újezd[10]
- 1949 Pražský kraj, okres Rakovník[11]
- 1960 Středočeský kraj, okres Rakovník
- 2003 Středočeský kraj, obec s rozšířenou působností Rakovník

### Členství ve sdruženích
Panoší Újezd je členem Sdružení obcí mikroregionu Balkán a Regionálního sdružení Křivoklátsko.

### Obecní symboly
Znak a vlajka byly obci uděleny rozhodnutím předsedy Poslanecké sněmovny Parlamentu České republiky dne 9. prosince 2002.

## Společnost
Ve vsi Velký Újezd (přísl. Panoší Újezd, 484 obyvatel, poštovna, katol. kostel) byly v roce 1932 evidovány tyto živnosti a obchody: biograf Sokol, Družstvo pro rozvod elektrické energie ve Velkém Újezdě, 2 hostince  kovář, 2 krejčí, družstevní lihovar, obuvník, 3 pokrývači, porodní asistentka, 5 rolníků, 2 řezníci, 5 obchodů se smíšeným zbožím, Spořitelní a záložní spolek pro Vel. Újezd u Rakovníka, trafika.

## Umístění
Obec leží v brázdě, kterou vymílají dva potoky – Rychlý a Žaberní, které se na návsi spojují v potok Tyterský. Osu obce tvoří silnice č. 233, spojující Rakovník s Plzní. Panoší Újezd se nachází na jejím desátém kilometru.
Krajinnou dominantou je vrch Hůrka s výškou 490,5 metrů, na jejímž vrcholu se kromě obecní skládky nachází i státem chráněný strom. Traduje se, že z jeho koruny byly v meziválečné době dokonce viděny vrcholky Alp (což je málo pravděpodobné), scenérie kopců za řekou Berounkou je však viditelná určitě.
Ve vzdálenějším okolí stojí za zmínku Skoupská jáma spolu se Zlatým údolím.

## Pamětihodnosti
- Kostel Nanebevzetí Panny Marie – středověký jednolodní farní kostel s polokruhovou románskou apsidou byl postaven kolem poloviny 13. století, má gotickou žebrovou klenbu. Byl přestavěn roku 1718, kruchta je barokní.[14]
- Roubená chalupa
- Největší český nedělený buližník (v potoce)
- Pomník padlým z roku 1922 s medailonem Jana Husa – řadí se mezi první husovské pomníky

## Zajímavosti
- Západně od obce se nachází soukromé letiště s hangárem. Na stejném místě bude pravděpodobně příští rok[kdy?] vystavěna farma pěti stometrových větrných elektráren.
- V okolí Bambásku je možno vidět systém dlážděných kupeckých cest z přelomu 17. a 18. století.

## Doprava
Dopravní síť
- Pozemní komunikace – Obcí prochází silnice II/233 Rakovník - Panoší Újezd - Slabce - Radnice - Plzeň.
- Železnice – Železniční trať ani stanice na území obce nejsou. Nejbližší železniční stanicí je Lubná ve vzdálenosti 5 km ležící na trati 162 z Rakovníka do Kralovic.

Veřejná doprava 2021
- Autobusová doprava – V obci zastavuje autobusová linka 575 Rakovník - Slabce,Kostelík - Zvíkovec (7 párů spojů v pracovní dny) a linka 576 Rakovník - Slabce - Skryje (8 párů spojů v pracovní dny a 7 párů spojů) (dopravce Transdev Střední Čechy).

## Galerie

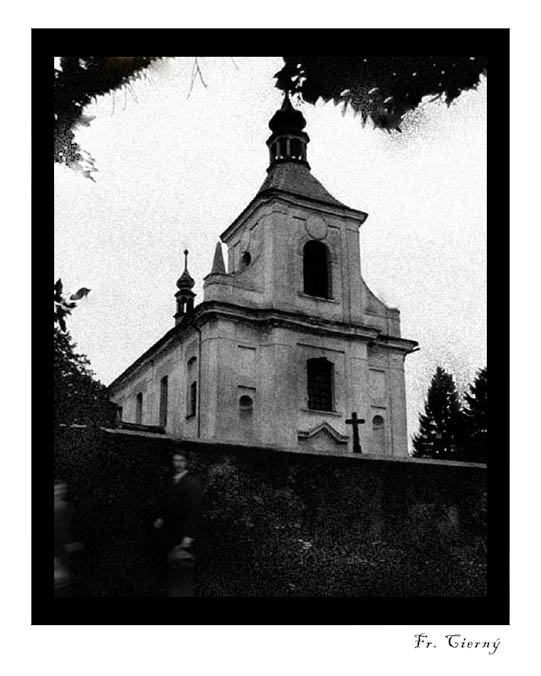
Kostel Nanebevzetí panny Marie
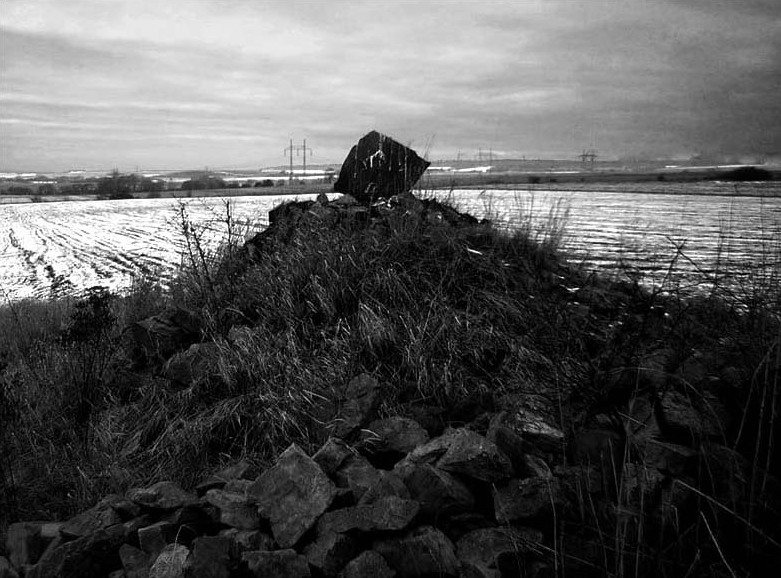
Zbořenina barokní kapličky
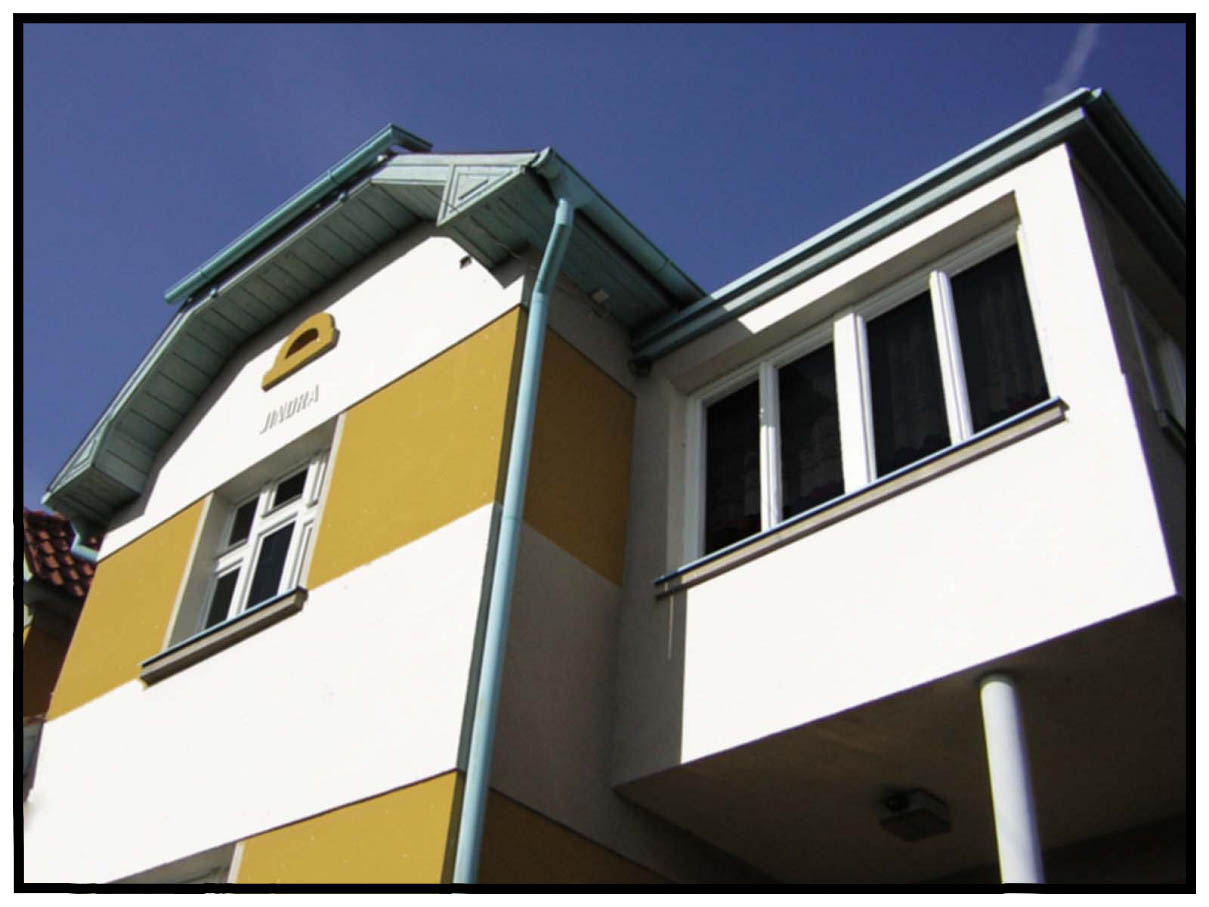
Vila Jindra